# Isthme de Vulcano
Pour les articles homonymes, voir Vulcano (homonymie).
L'isthme de Vulcano est un isthme situé sur l'île de Vulcano, dans la commune de Lipari (province de Messine), en Sicile. Il relie la péninsule de Vulcanello, d'un diamètre de 1300 m, culminant à 123 m, au reste de l'île où se situe le volcan Vulcano.

## Géographie
L'isthme de Vulcano s'étend sur environ 200 mètres pour une largeur approximative de 320 mètres.

## Histoire
Il s'est formé à la suite de la dernière éruption du Vulcanello au XVIe siècle, volcan qui était jusque-là une île.